# Насар-Василь
Насар-Василь (д/н — після 880) — державний і військовий діяч Візантійської імперії.

## Життєпис
Про походження мало відомо, можливо, був нащадком персів-хуррамітів. Син Христофора, магістра оффіцій. При народженні отримав ім'я Насар («Переможний»), а хрещенні — Василь. Про молоді роки й початок кар'єри замало відомостей. Близько 861 року призначається стратегом фему Букеларії. У 863 році під орудою доместіка схол Петрона звитяжив у битві біля Лалакаону (Мала Азія), де завдано нищівної поразки військам Мелітенського емірату.
У 879 році призначається стратегом феми Кефалонія. Незабаром стає друнгарієм флоту. Йому було доручено захист Іонічних островів і південної Італії від нападів арабського флоту з Африки та Криту. Відтак розпочав рішучі дії проти ворогів. Мав флот, що нараховував 140 (згідно з арабськими джерелами) або 45 (згідно з візантійськими джерелами) дромонів. Заворушення і дезертирство на флоті змусили його зробити зупинку в Метоні, але дисципліна була відновлена і Насар-Василь здобув значну перемогу над афринськими піратами в нічному морському бою біля острова Закінф, знищивши більшість із 60 суден ворога. Цим на деякий час убезпечив південне узбережжя Балкан. За це отримав титул патрикія.
У 880 році здійснив рейд до Сицилії, де здобув перемогу біля Ліпарських островів, захопивши багато арабських суден з вантажем оливкової олії. В результаті було відзначено різке падіння ціни олії на ринках Константинополя. Після цього Насар вирушив допомагати стратегам Прокопію і Леву Апостіппесу в південній Італії. Під час цього переміг інший мусульманський флот біля Пунта Стілосу в Калабрії, а іншу частину флоту відправив для захисту Неаполя. Того ж року Насар сприяв у захоплені Таренту. Ці успіхи дали змогу візантійцям провести нетривалий контрнаступ проти арабів під командуванням Никифора Фоки, закріпитись в Апулії та Калабрії, сформувати на цих землях Лангобардську фему.